# Гунзиб
Гунзиб (гунз. Гьонкьо)— село Бежтинского участка Дагестана. Входит в состав сельского поселения «Сельсовет Гунзибский».

## География
Расположено в 12 км к востоку от села Бежта, на реке Хзан-ор.

## История
Образовано путём слияния населённых пунктов с компактным проживанием гунзибцев — сел Родоль и Дарбал.

## Население
| 1970 | 1989 | 2002 | 2010 | 2021 |
| ---- | ---- | ---- | ---- | ---- |
| 113  | ↗121 | ↗202 | ↘198 | ↘170 |

По данным Всероссийской переписи населения 2010 года:
| № | Национальность | Численность, чел. | Доля |
| - | -------------- | ----------------- | ---- |
| 1 | аварцы         | 11                | 6 %  |
| 2 | бежтинцы       | 5                 | 2 %  |
| 3 | гунзибцы       | 182               | 92 % |